# 伊東エリ
伊東 エリ（いとう えり、1986年7月7日 - ）は、日本のAV女優。エイトマン所属。

## 略歴
2005年頃よりAV女優として活動。
2007年8月より「伊東エリ」として活動するも、翌2008年1月で活動を休止。
同年7月にはアリスJAPANより復帰し、同年11月にはアリスJAPAN専属女優となる。
2009年、引退。
2014年7月に神田光と改名して アタッカーズ専属女優となる。現在は夏目あきら。

## 出演作品

### アダルトビデオ
2005年
- ナンパ露出遊戯 （11月10日、ブレーントラストカンパイー） ※「相川優」名義[要出典]

2006年
- 過激ナンパ VOL.001 in 大阪 Big Black Dick VS Japanese Amateur Girl's （5月15日、ワープエンタテインメント）…オムニバス作品[要出典]
- 大阪ムスメ かおり 20才 フリーター （6月10日、プレステージ） ※「かおり」名義[要出典]
- ピックアップ生ナンパ 2 （6月13日、グローリークエスト）…オムニバス作品[要出典]
- 関西デリヘル娘の裏本番 VOL.3 かおり （8月7日、ワールドユニティ） ※「かおり」名義[要出典]

2007年
- FIRST IMPRESSION 26 （8月1日、アイデアポケット）
- MAX MOSAIC VOL.17 （10月1日、アイデアポケット）
- FASHION MODEL COSPLAY （11月1日、アイデアポケット）
- HIGH SCHOOL GIRL （12月1日、アイデアポケット）

2008年
- エリ先生の誘惑授業 （1月1日、アイデアポケット）
- アリスJAPAN×伊東エリ（7月11日、アリスJAPAN）
- いやらしい美尻 （8月8日、アリスJAPAN）
- 出会って3.1秒で合体 （9月12日、アリスJAPAN）
- 憧れの競泳水着インストラクター （10月10日、アリスJAPAN）
- アリスJAPAN専属女優 伊東エリの超高級ソープ! （11月14日、アリスJAPAN）
- 僕より30センチ背が高い彼女 （12月12日、アリスJAPAN）

2009年
- 終わらないお掃除フェラ （1月9日、アリスJAPAN）

2014年
- あなた、許して…。痴姦に散らされた純潔（7月1日、アタッカーズ）
- 夫には言えない羞恥の性癖（8月7日、アタッカーズ）
- 女教師 背徳の性感授業（9月7日、アタッカーズ）
- 陰獣の花嫁（10月7日、アタッカーズ）
- 暗黒の女スパイ Episode-01 追憶の暴虐（11月7日、アタッカーズ）
- 虐の家庭教師10 神田光（１２月４日、アタッカーズ）

2015年
- 終着駅　（３月５日、アタッカーズ）
- 令嬢姉妹 麗奴の刻印 神田光 神ユキ（４月４日、アタッカーズ）
- 脱獄者 神田光（５月５日、アタッカーズ）
- 義兄に緊縛調教された美人妻 神田光（６月４日、アタッカーズ）

2016年
- 神戸美人、冬限定！ AVデビュー 夏目あきら（１月８日、ワープエンタテインメント）
- そんな貴方に…、こんな秘書。 夏目あきら（２月３日）
- 妻には内緒でM夫のボクを自宅のベッドで寝取って欲しい 夏目あきら（３月２日）
- 囁き淫語とおしゃべりオマ●コ 夏目あきら（４月１日）
- 立ち続け快楽漬け 夏目あきら（５月６日）
- またがりたい… 夏目あきら（６月３日）

2017年
- 夫よりも義父を愛して…。（１月１３日、madonna）
- 私を襲った逃げ場無き凌辱の日々…（2月１３日、madonna）
- 夫の上司に犯され続けて7日目、私は理性を失った…。（3月１３日、madonna）
- 夫はきっと知っている。（７月２５日、アタッカーズ）
- 午後三時の団地妻（9月7日、アタッカーズ）
- 輪姦学校（１０月１日、アタッカーズ）
- 完全屈服暴姦3（１１月１日、アタッカーズ）
- 職場の倉庫に住む女 ある美人OLの淫乱な日常業務（１１月25日、アタッカーズ）

2018年
- 馬乗り女子大生と恍惚の艶尻妻（4月13日、アタッカーズ）